# Sabin Pleter
Sabin Pleter (n. secolul al XIX-lea, Certeju de Sus, județul Hunedoara – d. 1940, Certeju de Sus, Județul Hunedoara (interbelic)) a fost un deputat în Marea Adunare Națională de la Alba Iulia , organismul legislativ reprezentativ al „tuturor românilor din Transilvania, Banat și Țara Ungurească”, cel care a adoptat hotărârea privind Unirea Transilvaniei cu România, la 1 decembrie 1918 :p. 218.

## Biografie
A făcut școala primară din satul natal, Certeju de Sus, din județul Hunedoara :p. 218.

## Activitatea politică
Ca deputat în Adunarea Națională din 1 decembrie 1918, Sabin Pleter a fost delegat al Cercului electoral Deva :p. 218.